# ستيفاني أشورث
ستيفاني أشورث (بالإنجليزية: Stephanie Ashworth)‏ هي موسيقية أسترالية، ولدت في 1974.

## وصلات خارجية
- ستيفاني أشورث على موقع ميوزك برينز (الإنجليزية)
- ستيفاني أشورث على موقع ديسكوغز (الإنجليزية)